# Chopol
Chopol, Chopolship (właśc. Koreańsko-Polskie Towarzystwo Żeglugowe Chopol, kor. 조선-뽈스까해운회사, Korean-Polish Shipping Society Chopol) – polsko-północnokoreańskie przedsiębiorstwo, zajmujące się morskim przewozem towarów. Było jedyną spółką z polskim kapitałem, która działała na terenie Korei Północnej. Na terenie Polski znajdował się oddział Towarzystwa w Gdyni.
Historia spółki zaczęła się w 1965, gdy powstało Koreańsko-Polskie Towarzystwo Maklerów, zajmujące się obrotem ładunkami morskimi. Zostało ono przekształcone w Chopol.
Spółka została powołana do życia w 1987 w celu utrzymania stałej wymiany handlowej. Do PRL miała przywozić magnezyt, z kolei do Korei miano transportować polski koks. Spółka dysponowała niewielką flotą, składającą się z kilku statków (m.in. Pukchang). Załogę statków stanowili wyłącznie Koreańczycy.
Stanowiska kierownicze w spółce były podwójne, tj. istniało po dwóch prezesów, dyrektorów itp. Zgodnie ze statutem zarząd był sześcioosobowy, oba miały po jednym prezesie, jednym dyrektorze centrali firmy w Pjongjangu oraz po jednym dyrektorze polskiego oddziału firmy w Gdyni. Był to wynik specjalnej umowy między obydwoma państwami, według której wymienione stanowiska obsadzane były zarówno przez Koreańczyków, jak i Polaków. Osoby je zajmujące były wobec siebie równorzędne. 
W ciągu swojej działalności spółka zajmowała się przewozem (poza zakładanymi towarami, tj. koksem i magnezytem) m.in.: ryżu, cukru i drewna.
W 2006 wszczęto z polskiej inicjatywy kontrolę w spółce pod kątem korzyści ekonomicznych i politycznych oraz przestrzegania praw człowieka, jednak nie wykryto żadnych nieprawidłowości.
Mimo oficjalnego celu, jakim była cywilna wymiana handlowa, prawie wszystkie informacje dotyczące spółki Chopol były tajne.
W 2018 Ministerstwo Spraw Zagranicznych wypowiedziało umowę powołującą Chopol; przedsiębiorstwo przestało istnieć.

## Flota
- masowiec m/v JO PPOL 2 (Chopol 2), rok budowy: 1978, 33 000 ton (bandera koreańska)[5][7]
- m/v RYO MYONG, rok budowy: 2002, 3500 ton (bandera koreańska)[5][7]. Kupiony poprzez wpłatę przez Kima 1,5 mln dol. na rzecz Chopolu, w zamian za to 11 czerwca 2011 umorzono zadłużenie (4 318 355 dolarów[8]) Koreańczyków wobec Polski[5].

## Brak kontroli finansowej i prawnej
Według danych zdobytych przez dziennikarzy jednej z gazet:
- 2010 strata 658 tys. dol.,
- 2011 zysk 6,7 tys. dol.
- 2012 zysk 80 tys. dol.(po zakupie nowego statku)

Teoretycznie z racji 50% udziałów polskiego rządu, istniała kontrola nad spółką w Polsce. Natomiast de facto była ona iluzoryczna. Władze Chopolu zawsze odmawiały składania sprawozdań finansowych, powołując się na specjalny status spółki międzyrządowej. Według dyrektora oddziału w Gdyni: „Siedzibą spółki jest Pjongjang, obowiązującym prawo koreańskie" (stanowisko dla sądu), natomiast „Roczne sprawozdania finansowe nie podlegają badaniu przez biegłych księgowych i stanowią tajemnicę naszej jednostki" (stanowisko dla Urzędu Skarbowego).